# Airplanes
Airplanes is het tweede nummer van het debuutalbum van de Amerikaanse rapper B.o.B, in samenwerking met de zangeres van Paramore, Hayley Williams en afkomstig van het debuutalbum B.o.B presents: The adventures of Bobby Ray uit 2010. Op 13 april dat jaar werd het nummer eerst in de VS en Canada op single uitgebracht en op 21 juni volgden Europa, Australië en Nieuw-Zeeland.

## Achtergrond
De single werd net als de vorige single zeer goed onthaald en bereikte in meerdere landen de top tien. Op dit album staat ook Airplanes part 2. Dit is opnieuw een samenwerking met Hayley Williams & B.o.B , hiernaast werkte ook Eminem mee aan het nummer.
In thuisland de VS bereikte de single de 2e positie in de Billboard Hot 100. In Canada, Australië, Ierland, Oostenrijk, Hongarije en de Eurochart Hot 100 werd eveneens de 2e positie behaald. In Tsjechië, Israël, Nieuw-Zeeland en in het Verenigd Koninkrijk werd de nummer 1-positie behaald, in Duitsland de 8e, Zwitserland de 5e, Zweden de 10e, Oekraïne de 45e, Rusland de 70e, Roemenië de 54e en in Frankrijk de 89e positie.
In Nederland was de single in week 25 van 2010 Alarmschijf op Radio 538 en werd een hit. De single bereikte de 4e positie in zowel de Nederlandse Top 40 op destijds Radio 538  als in de publieke hitlijst; de Mega Top 50 op 3FM. In de Single Top 100 werd de 12e positie bereikt.
In België bereikte de single de 9e positie in de Vlaamse Ultratop 50 en de 12e positie in de Waalse Ultratop 50. In de Vlaamse Radio 2 Top 30 werd géén notering behaald.

## Hitnoteringen

### Nederlandse Top 40 en Mega Top 50
| Hitnotering: 26-06-2010 t/m 16-10-2010 | Hitnotering: 26-06-2010 t/m 16-10-2010 | Hitnotering: 26-06-2010 t/m 16-10-2010 | Hitnotering: 26-06-2010 t/m 16-10-2010 | Hitnotering: 26-06-2010 t/m 16-10-2010 | Hitnotering: 26-06-2010 t/m 16-10-2010 | Hitnotering: 26-06-2010 t/m 16-10-2010 | Hitnotering: 26-06-2010 t/m 16-10-2010 | Hitnotering: 26-06-2010 t/m 16-10-2010 | Hitnotering: 26-06-2010 t/m 16-10-2010 | Hitnotering: 26-06-2010 t/m 16-10-2010 | Hitnotering: 26-06-2010 t/m 16-10-2010 | Hitnotering: 26-06-2010 t/m 16-10-2010 | Hitnotering: 26-06-2010 t/m 16-10-2010 | Hitnotering: 26-06-2010 t/m 16-10-2010 | Hitnotering: 26-06-2010 t/m 16-10-2010 | Hitnotering: 26-06-2010 t/m 16-10-2010 | Hitnotering: 26-06-2010 t/m 16-10-2010 | Hitnotering: 26-06-2010 t/m 16-10-2010 |
| Week                                   | 1                                      | 2                                      | 3                                      | 4                                      | 5                                      | 6                                      | 7                                      | 8                                      | 9                                      | 10                                     | 11                                     | 12                                     | 13                                     | 14                                     | 15                                     | 16                                     | 17                                     |                                        |
| -------------------------------------- | -------------------------------------- | -------------------------------------- | -------------------------------------- | -------------------------------------- | -------------------------------------- | -------------------------------------- | -------------------------------------- | -------------------------------------- | -------------------------------------- | -------------------------------------- | -------------------------------------- | -------------------------------------- | -------------------------------------- | -------------------------------------- | -------------------------------------- | -------------------------------------- | -------------------------------------- | -------------------------------------- |
| Nummer                                 | 25                                     | 17                                     | 9                                      | 9                                      | 8                                      | 8                                      | 8                                      | 6                                      | 4                                      | 6                                      | 6                                      | 6                                      | 11                                     | 19                                     | 29                                     | 36                                     | 40                                     | uit                                    |

### Single Top 100
| Hitnotering: 19-06-2010 t/m 06-11-2010 | Hitnotering: 19-06-2010 t/m 06-11-2010 | Hitnotering: 19-06-2010 t/m 06-11-2010 | Hitnotering: 19-06-2010 t/m 06-11-2010 | Hitnotering: 19-06-2010 t/m 06-11-2010 | Hitnotering: 19-06-2010 t/m 06-11-2010 | Hitnotering: 19-06-2010 t/m 06-11-2010 | Hitnotering: 19-06-2010 t/m 06-11-2010 | Hitnotering: 19-06-2010 t/m 06-11-2010 | Hitnotering: 19-06-2010 t/m 06-11-2010 | Hitnotering: 19-06-2010 t/m 06-11-2010 | Hitnotering: 19-06-2010 t/m 06-11-2010 | Hitnotering: 19-06-2010 t/m 06-11-2010 | Hitnotering: 19-06-2010 t/m 06-11-2010 | Hitnotering: 19-06-2010 t/m 06-11-2010 | Hitnotering: 19-06-2010 t/m 06-11-2010 | Hitnotering: 19-06-2010 t/m 06-11-2010 | Hitnotering: 19-06-2010 t/m 06-11-2010 | Hitnotering: 19-06-2010 t/m 06-11-2010 | Hitnotering: 19-06-2010 t/m 06-11-2010 | Hitnotering: 19-06-2010 t/m 06-11-2010 | Hitnotering: 19-06-2010 t/m 06-11-2010 | Hitnotering: 19-06-2010 t/m 06-11-2010 |
| Week                                   | 1                                      | 2                                      | 3                                      | 4                                      | 5                                      | 6                                      | 7                                      | 8                                      | 9                                      | 10                                     | 11                                     | 12                                     | 13                                     | 14                                     | 15                                     | 16                                     | 17                                     | 18                                     | 19                                     | 20                                     | 21                                     |                                        |
| -------------------------------------- | -------------------------------------- | -------------------------------------- | -------------------------------------- | -------------------------------------- | -------------------------------------- | -------------------------------------- | -------------------------------------- | -------------------------------------- | -------------------------------------- | -------------------------------------- | -------------------------------------- | -------------------------------------- | -------------------------------------- | -------------------------------------- | -------------------------------------- | -------------------------------------- | -------------------------------------- | -------------------------------------- | -------------------------------------- | -------------------------------------- | -------------------------------------- | -------------------------------------- |
| Nummer                                 | 43                                     | 35                                     | 24                                     | 17                                     | 24                                     | 18                                     | 13                                     | 12                                     | 14                                     | 21                                     | 26                                     | 30                                     | 32                                     | 39                                     | 31                                     | 44                                     | 50                                     | 51                                     | 61                                     | 66                                     | 83                                     | uit                                    |

### Vlaamse Ultratop 50
| Hitnotering: 10-07-2010 t/m | Hitnotering: 10-07-2010 t/m | Hitnotering: 10-07-2010 t/m | Hitnotering: 10-07-2010 t/m | Hitnotering: 10-07-2010 t/m | Hitnotering: 10-07-2010 t/m | Hitnotering: 10-07-2010 t/m | Hitnotering: 10-07-2010 t/m | Hitnotering: 10-07-2010 t/m | Hitnotering: 10-07-2010 t/m | Hitnotering: 10-07-2010 t/m | Hitnotering: 10-07-2010 t/m | Hitnotering: 10-07-2010 t/m | Hitnotering: 10-07-2010 t/m | Hitnotering: 10-07-2010 t/m | Hitnotering: 10-07-2010 t/m | Hitnotering: 10-07-2010 t/m | Hitnotering: 10-07-2010 t/m | Hitnotering: 10-07-2010 t/m | Hitnotering: 10-07-2010 t/m | Hitnotering: 10-07-2010 t/m |
| Week                        | 1                           | 2                           | 3                           | 4                           | 5                           | 6                           | 7                           | 8                           | 9                           | 10                          | 11                          | 12                          | 13                          | 14                          | 15                          | 16                          | 17                          | 18                          | 19                          | 20                          |
| --------------------------- | --------------------------- | --------------------------- | --------------------------- | --------------------------- | --------------------------- | --------------------------- | --------------------------- | --------------------------- | --------------------------- | --------------------------- | --------------------------- | --------------------------- | --------------------------- | --------------------------- | --------------------------- | --------------------------- | --------------------------- | --------------------------- | --------------------------- | --------------------------- |
| Nummer                      | 36                          | 44                          | 31                          | 16                          | 13                          | 13                          | 10                          | 9                           | 12                          | 13                          | 13                          | 19                          | 23                          | 35                          | 33                          | 47                          | 32                          | 42                          | 42                          | 45                          |